# 聖ユスティナの殉教 (ヴェロネーゼ、サンタ・ジュスティーナ聖堂)
『聖ユスティナの殉教』（せいユスティナのじゅんきょう、伊: Il Martirio di santa Giustina, 英: The Martyrdom of Saint Justina）は、ルネサンス期のイタリアのヴェネツィア派の画家パオロ・ヴェロネーゼが1575年頃に制作した絵画である。油彩。キリスト教の聖人であるパドヴァの聖ユスティナの殉教を主題としている。パドヴァにあるベネディクト会のサンタ・ジュスティーナ聖堂の祭壇画として制作された。現在も同教会に所蔵されている。完成度の高い準備習作がロサンゼルスのJ・ポール・ゲティ美術館に、また異なるバージョンがパドヴァ市立美術館とフィレンツェのウフィツィ美術館に所蔵されている。

## 主題
殉教聖人である聖ユスティナはパドヴァの王ヴァレリウス（Valerius）あるいはヴィタリアヌス（Vitalianus）の娘で、パドヴァの初代司教プロスドキムスより洗礼を受けてキリスト教に改宗した。しかしローマ皇帝マクシミアヌスによって処刑された。パドヴァの聖人としての聖ユスティナのヴェネツィア共和国での地位は、神聖同盟がオスマン帝国に対して劇的な勝利を収めた1571年10月7日のレパントの海戦で劇的に変化した。10月7日は聖ユスティナの祝日であったため、聖ユスティナを称揚した著作や図像が急増し、ヴェネツィアの神聖な仲介者としての聖人のパンテオンにおいてはるかに重要となり、単なる地元パドヴァの枠を越えてより大きな地位を享受するようになった。

## 制作背景
サンタ・ジュスティーナ聖堂はコンスタンティヌス1世の313年のミラノ勅令の直後、聖ユスティナを記念して建設された。何度かの再建ののち1502年に取り壊され、1532年から1579年にかけて様々な建築家によって再建された。主祭壇は1560年に再建されたが、ヴェロネーゼの祭壇画が描かれたのはそれからさらに15年後のことであった。それまで主祭壇には1513年にブレシアの画家ジローラモ・ロマニーノが制作した祭壇画『聖母子と聖ベネディクトゥス、聖ユスティナ、聖プロスドキムス、聖スコラスティカ』（Madonna col Bambino e i santi Benedetto, Giustina, Prosdoscimo e Scolastica）が設置されていた。この作品はパドヴァとベネディクト会の聖人を組み合わせた聖会話形式の作品であった。聖ユスティナはこの中で名誉ある聖母マリアのすぐ右側に配置され、彼らにとって聖ユスティナが守護聖人として重要視されていることを暗示している。しかしロマニーノの祭壇画は古いヴェネツィア派の祭壇画に基づく保守的な形式を忠実に反映したものであり、レパントの海戦以降の急速な聖ユスティナ信仰の高まりに応えるものではなかったため、最終的にベネディクト会によって新たな祭壇画がヴェロネーゼに発注されることとなった。祭壇画を制作する画家としてヴェロネーゼが選択されたことは画家とベネディクト会の長年の関係を考えるならば驚くに値しない。サン・ジョルジョ・マッジョーレ聖堂のために制作された『カナの婚礼』（Nozze di Cana）はベネディクト会の発注によって制作された代表的な例である。祭壇画の最初の支払いは1574年10月に行われ、おそらく1575年に完成した。

## 作品

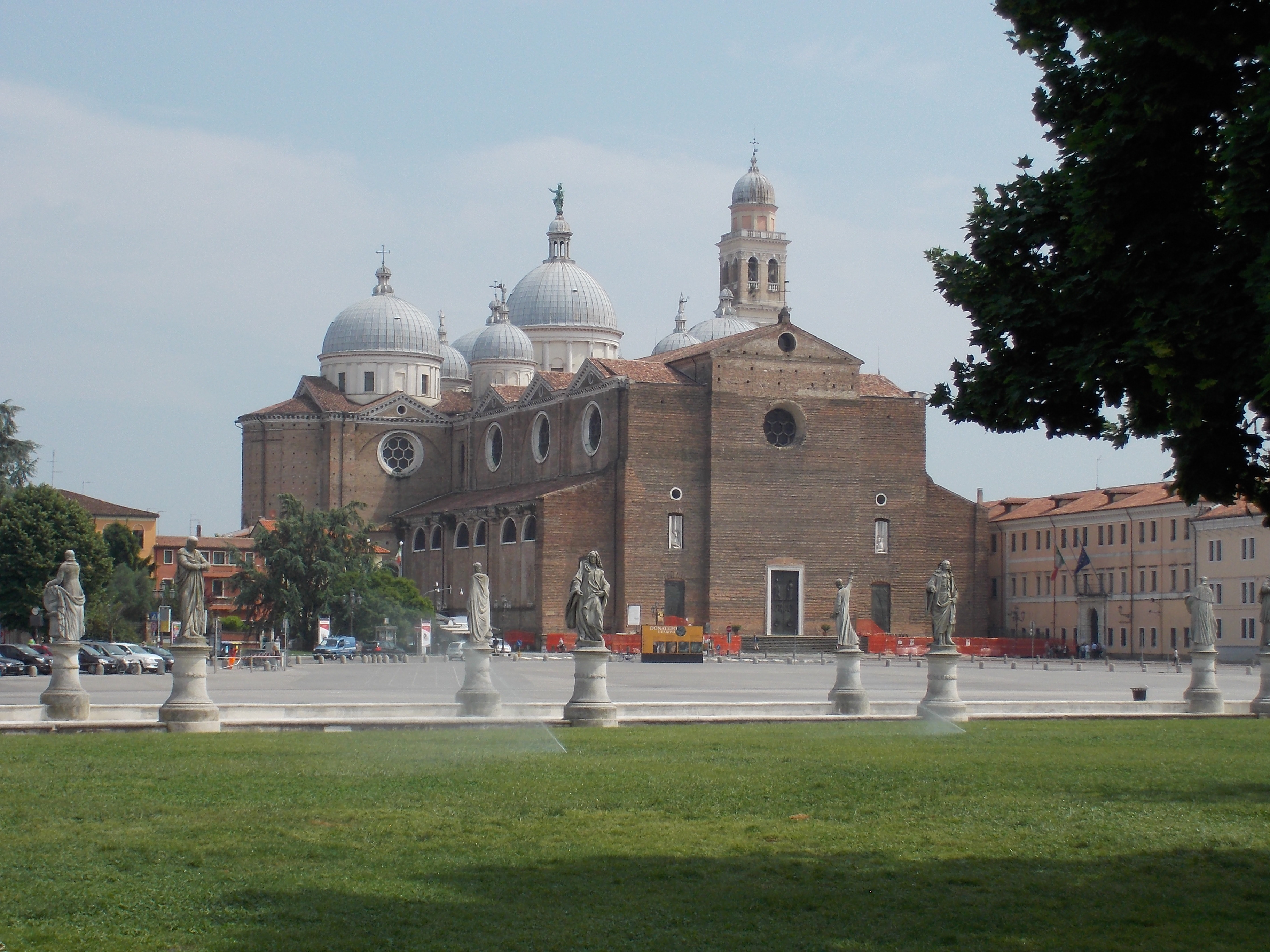
サンタ・ジュスティーナ聖堂。

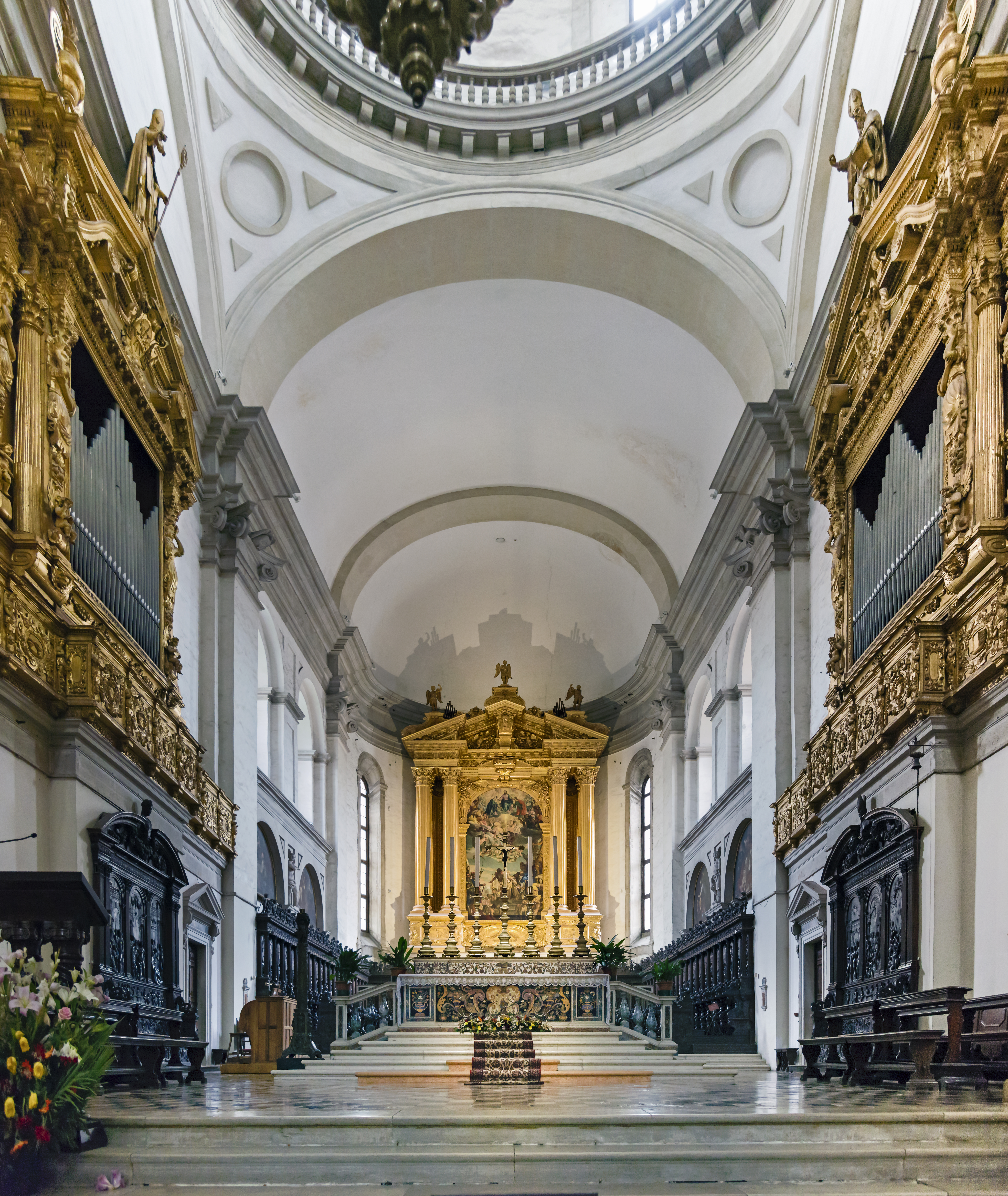
サンタ・ジュスティーナ聖堂の主祭壇。

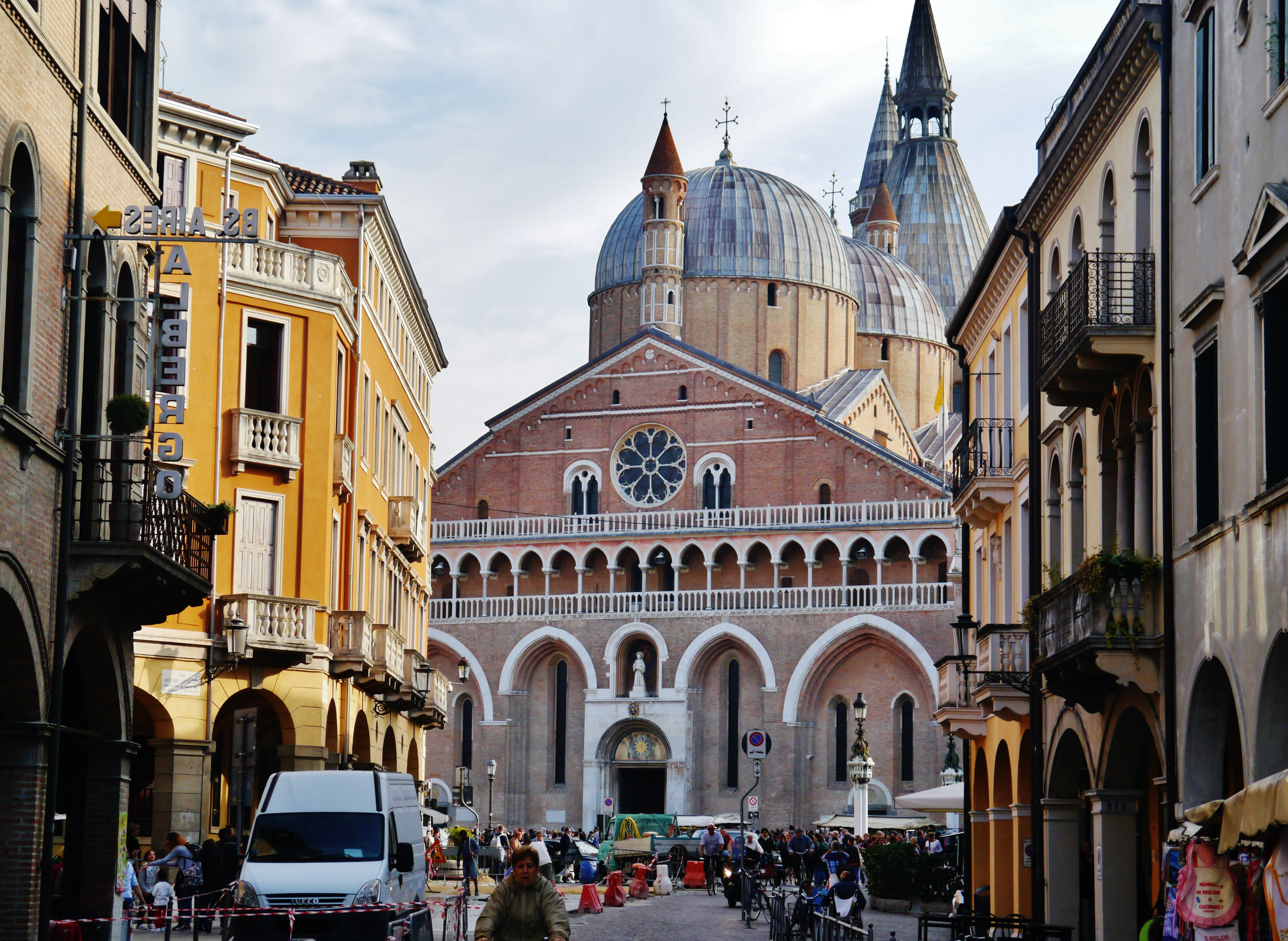
サンタントーニオ・ダ・パードヴァ聖堂。

ヴェロネーゼは聖ユスティナが処刑される場面を描いている。聖ユスティナは画面中央下でひざまずいて天を見上げている。聖女の胸には短剣が突き立てられ、足元には王冠が置かれている。周囲では衛兵や騎兵将校が警備し、パドヴァ市民の群衆が見守る中、画面左端の皇帝マクシミアヌスの命令を受けた死刑執行人によって処刑の準備が進められている。処刑場所は画面右端に見える異教の神マルスの偶像と古典的な建築要素によって支配されている。遠景に見える建築物は聖ユスティナが殉教した場所に建設されたといわれるサンタ・ジュスティーナ聖堂か、あるいはパドヴァで「イル・サント」（Il Santo）として知られるサンタントーニオ・ダ・パードヴァ聖堂であろう。画面上部にはイエス・キリスト、聖母マリア、福音記者ヨハネを頂点とする天国のビジョンが広がっている。奏楽天使で構成された聖歌隊がこれら三者を取り囲み、その下方ではプットーとケルビムの群が見える。プットーたちは殉教の徴であるナツメヤシの葉を運んでいる。キリスト、聖母マリア、福音記者ヨハネで構成された神聖な三位一体は画面下部の聖ユスティナとともに強力な集中化された垂直軸を形成している。キリストはここでは「サルバトール・ムンディ」 (Salvator Mundi, 世界の救世主）として現れており、天国の聖母とヨハネは聖ユスティナに代わってキリストにとりなしを嘆願している。プットーとケルビムの群は作品の上下の部分を統合する構造的機能を果たしている。
祭壇画における天国の聖歌隊は合唱天使と奏楽天使で構成されており、ヴェロネーゼがヴェネツィアのサンタ・カテリーナ教会の祭壇画として制作した同時代の『聖カタリナの神秘の結婚』（Il Matrimonio mistico di santa Caterina）と類似している。両作品で天使の聖歌隊が強調されている点はどちらも教会の聖歌隊席に設置されていた事実によって説明できる。したがって本作品の天国の聖歌隊は新しく再建された大聖堂と聖歌隊席の機能と全体的な建築デザインにおける役割を強調している。
年代記によると聖ユスティナはパドヴァのカンプス・マルティウスで殉教したが、この場所は今日のサンタ・ジュスティーナ聖堂前の広場に相当する。カンプス・マルティウスという地名はこの場所が古代ローマ軍の訓練場として機能したことを示すと考えられる。ヴェロネーゼは処刑の場面にマルス像を加えることで異教の信仰への屈服を聖女が拒否したことを強調し、異教とキリスト教という異なる信仰を視覚化しているが、それと同時に処刑場としてのカンプス・マルティウスの性格を暗示させている。こうしたヴェロネーゼの祭壇画は知識豊かな鑑賞者にパドヴァの古代のルーツを思い起こさせたであろう。
初期の構想では背景により一般化された古代の建築要素を配置していたが、後からサンタ・ジュスティーナ大聖堂らしき建築物に変更している。また準備習作と比較するとヴェロネーゼはより多くの兵士を追加し、殉教の場面の軍事的性格をより強調している。
画面にはヴェロネーゼの署名が確認できる。ヴェロネーゼとともにパドヴァにいた記録がある兄弟ベネデット・カリアリと共同で制作されたと一般に考えられている。

## 準備素描
ヴェロネーゼは素描画面全体に方眼状の線を黒チョークで引いており、それによって祭壇画のキャンバスに転写することを可能としている。また全体的に様々な量の白いボディカラーを使用しており、図面上部に天国の光を厚く塗り、下部の人物の衣文には薄くハイライトとして使用している。17世紀にフランドルの画家プロスパー・ヘンリクス・ランクリンクによって所有されていたことが知られている。その後、準備素描はイングランドの貴族で政治家の第2代デヴォンシャー公爵ウィリアム・キャヴェンディッシュの手に渡り、1729年にダービーシャー州のチャッツワース・ハウスで記録された。それ以降は2世紀にわたってデヴォンシャー公爵家で相続されたが、1987年7月6日に第11代デヴォンシャー公爵アンドリュー・ロバート・バクストン・キャベンディッシュによってロンドンのクリスティーズで競売にかけられ（ロット番号3）、J・ポール・ゲティ美術館によって購入された。

## ギャラリー
聖ユスティナを描いた関連絵画

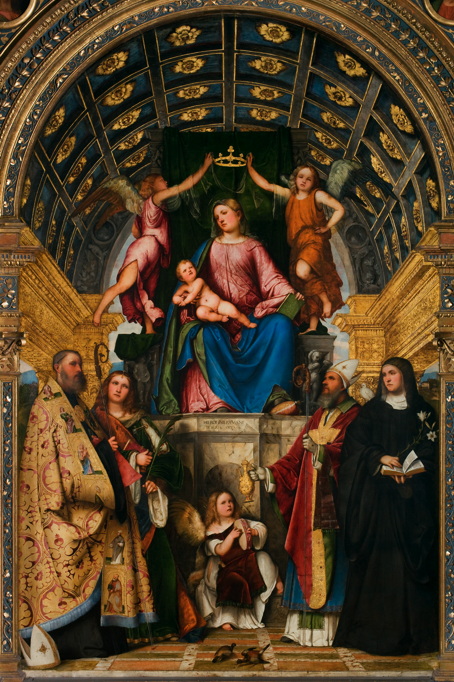
ジローラモ・ロマニーノ（英語版）『聖母子と聖ベネディクトゥス、聖ユスティナ、聖プロスドキムス、聖スコラスティカ』パドヴァ市立美術館（英語版）所蔵
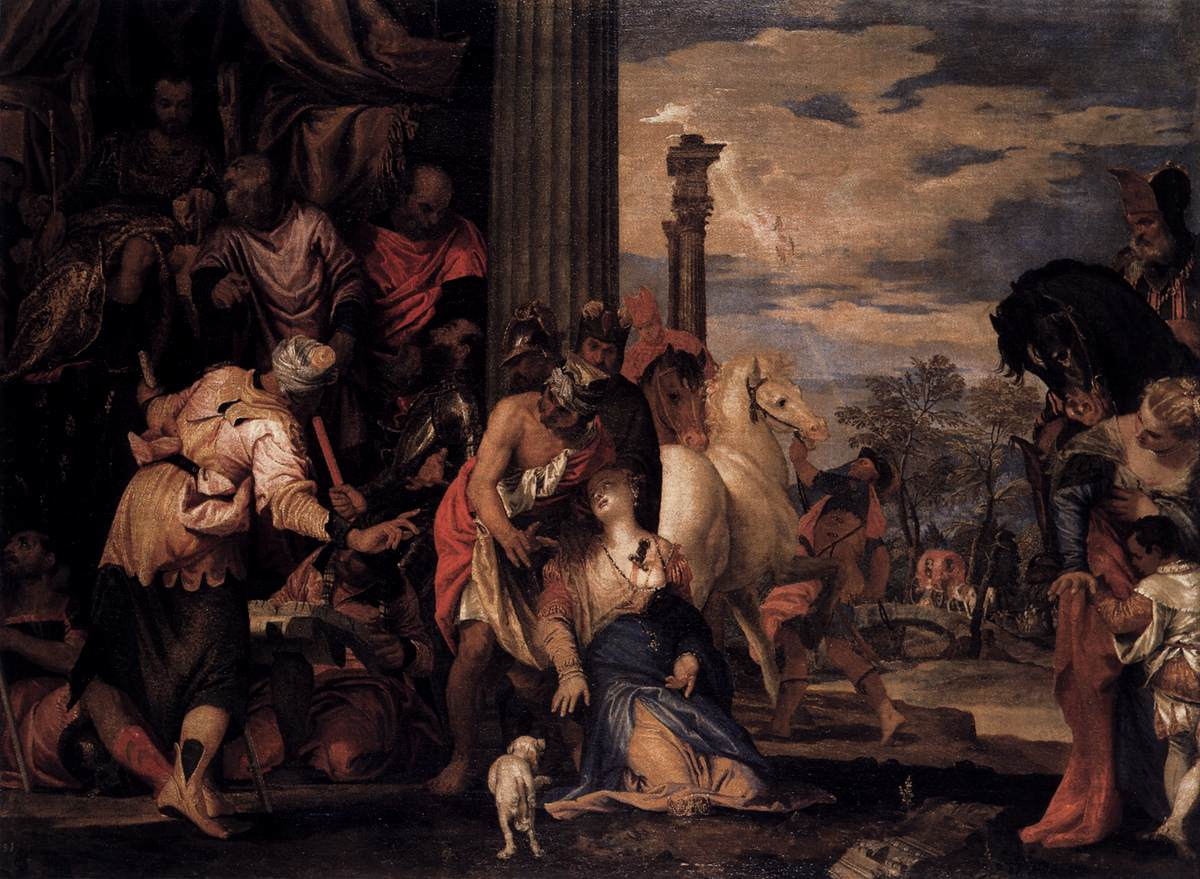
パオロ・ヴェロネーゼ『聖ユスティナの殉教』1556年 パドヴァ市立美術館（英語版）所蔵
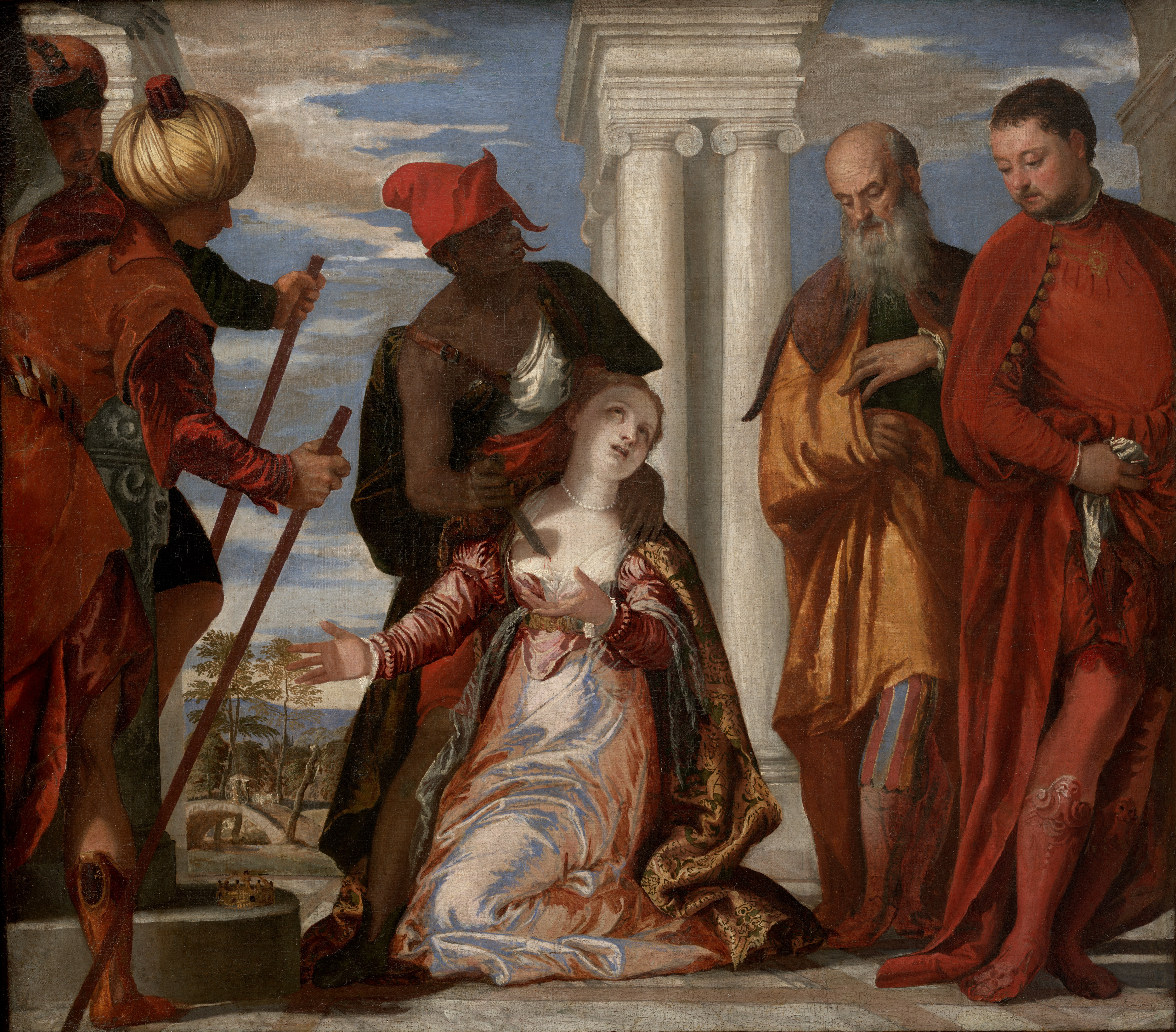
パオロ・ヴェロネーゼ『聖ユスティナの殉教』1570年-1575年頃 ウフィツィ美術館所蔵
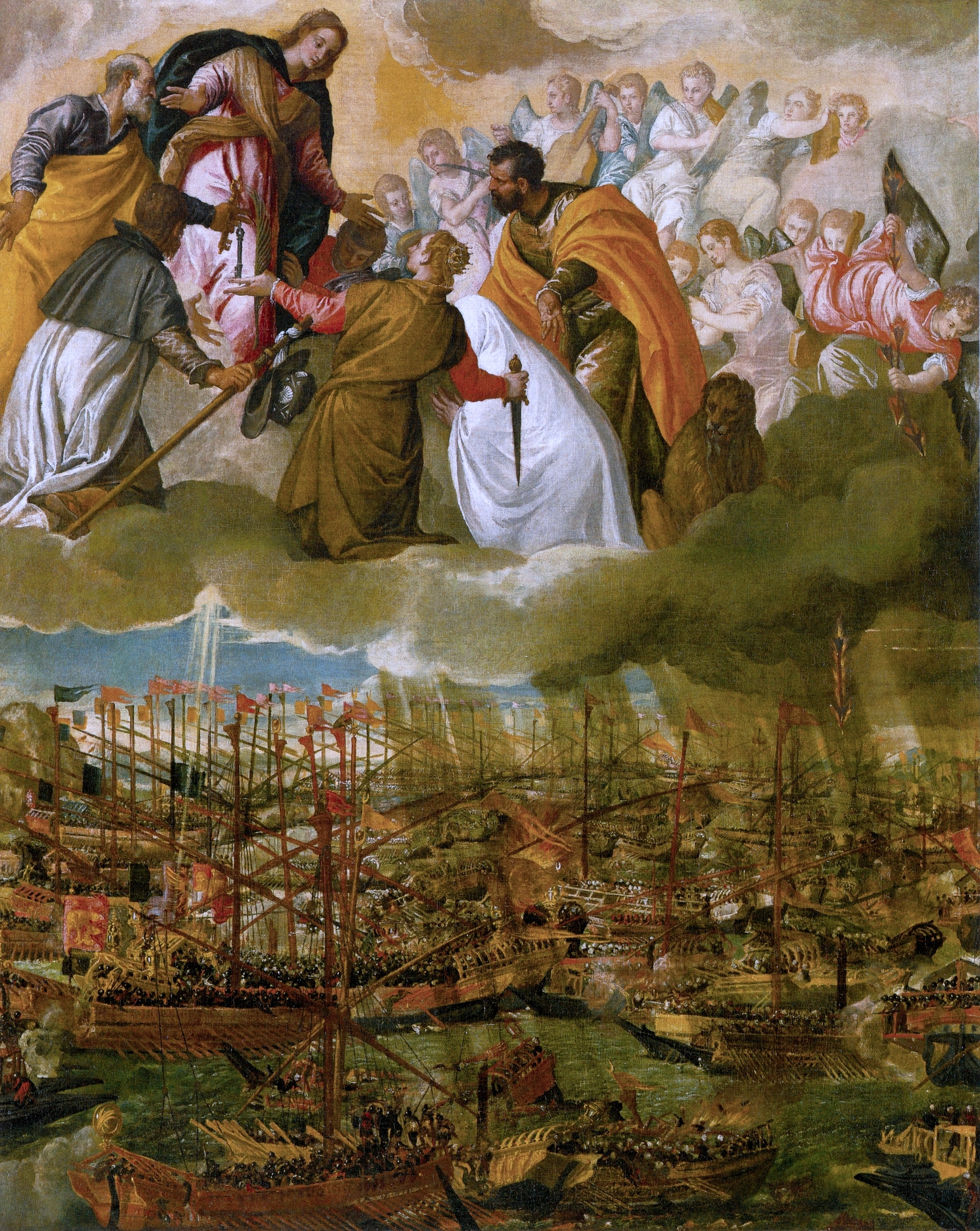
パオロ・ヴェロネーゼ『レパントの海戦の寓意』1571年 アカデミア美術館所蔵
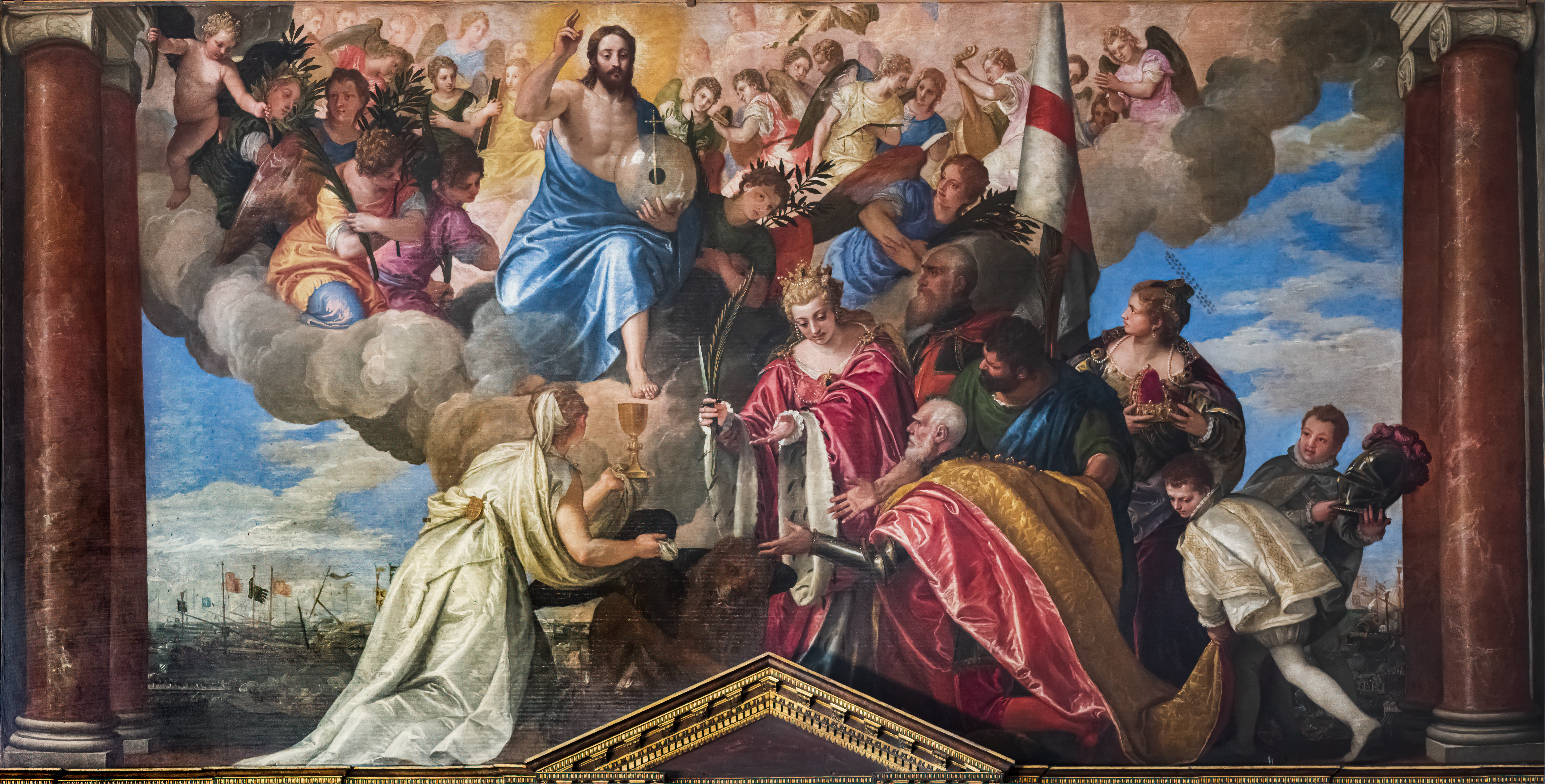
パオロ・ヴェロネーゼ『ドージェ・セバスティアーノ・ヴェニエの奉納肖像』1581年から1582年 ドゥカーレ宮殿所蔵